# Brendan Creed
Brendan Creed né le 3 janvier 1993 à Solihull, est un joueur de hockey sur gazon anglais et britannique. Il évolue au poste de défenseur au Beerschot et avec les équipes nationales anglaises et britanniques,,.

## Carrière

### Championnat d'Europe
- : 2017
- Top 8 : 2019

### Jeux olympiques
- Top 8 : 2020